# テレビ朝日日曜朝8時枠の連続ドラマ
テレビ朝日日曜朝8時枠の連続ドラマ（テレビあさひにちようあさ8じわくのれんぞくドラマ）は1989年4月2日から2017年9月24日までテレビ朝日系列局（一部を除く）で日曜 8:00 - 8:30 （JST）に設けられていた、テレビドラマの放送枠である。

## 概要
1989年4月の改編に伴い、東映制作の特撮テレビドラマ「メタルヒーローシリーズ」（『機動刑事ジバン』）が日曜9時台後半より移動することで本枠が成立した。同シリーズが1998年度の『テツワン探偵ロボタック』まで続いた後、翌年度の『燃えろ!!ロボコン』を挟み、2000年1月からは平成仮面ライダーシリーズに移行。2003年9月28日からは、同じく東映制作の特撮テレビドラマ枠（スーパー戦隊シリーズ）となっていた日曜7時台後半と合わせて、「スーパーヒーロータイム」枠が成立、また2007年3月4日から2011年1月いっぱいまでは前後の時間帯のテレビアニメも含め、日曜7:00 - 9:00の子供向け番組ゾーンが「ニチアサキッズタイム」として設定されていたが、いずれの場合も本枠はスーパーヒーロータイム・ニチアサキッズタイムに内包される形で存続していた。
2017年秋の改編で、本時間帯も含めた日曜早朝に情報番組「サンデーLIVE!!」（5:50 - 8:30）が新設されるのに伴い、その時点で放送中であった『仮面ライダービルド』も1時間繰り下げとなる日曜9時台前半に移動。以降は同時間帯が連続ドラマ枠として定着することとなった。本時間帯におけるテレビドラマ作品の、累計での放送期間は実に28年半、放送回数は1362回にも及んだ。
各番組の放送期間は基本的に1年間であり、2008年放送の『仮面ライダーキバ』までは冬期（原則として1月下旬から2月上旬までの期間）に改編を行っていたが、翌年の『仮面ライダーディケイド』を約7ヶ月の放送とした上で、その後番組である『仮面ライダーW』以降は秋期（9月あるいは10月の第1週）の改編に変更された。

## 作品リスト
- 機動刑事ジバン（1989年4月2日 - 1990年1月28日）※日曜9:30 - 10:00から移動
- 特警ウインスペクター（1990年2月4日 - 1991年1月13日）
- 特救指令ソルブレイン（1991年1月20日 - 1992年1月26日）
- 特捜エクシードラフト（1992年2月2日 - 1993年1月24日）
- 特捜ロボ ジャンパーソン（1993年1月31日 - 1994年1月23日）
- ブルースワット（1994年1月30日 - 1995年1月29日）
- 重甲ビーファイター（1995年2月5日 - 1996年2月25日）
- ビーファイターカブト（1996年3月3日 - 1997年2月16日）
- ビーロボカブタック（1997年2月23日 - 1998年3月1日）
- テツワン探偵ロボタック（1998年3月8日 - 1999年1月24日）※同番組までメタルヒーローシリーズ
- 燃えろ!!ロボコン（1999年1月31日 - 2000年1月23日）※同番組より石ノ森章太郎原作作品
- 仮面ライダークウガ（2000年1月30日 - 2001年1月21日）※同番組より平成仮面ライダーシリーズ
- 仮面ライダーアギト（2001年1月28日 - 2002年1月27日）
- 仮面ライダー龍騎（2002年2月3日 - 2003年1月19日）
- 仮面ライダー555（2003年1月26日 - 2004年1月18日）
- 仮面ライダー剣（2004年1月25日 - 2005年1月23日）
- 仮面ライダー響鬼（2005年1月30日 - 2006年1月22日）
- 仮面ライダーカブト（2006年1月29日 - 2007年1月21日）
- 仮面ライダー電王（2007年1月28日 - 2008年1月20日）
- 仮面ライダーキバ（2008年1月27日 - 2009年1月18日）
- 仮面ライダーディケイド（2009年1月25日 - 8月30日）
- 仮面ライダーW（2009年9月6日 - 2010年8月29日）
- 仮面ライダーオーズ/OOO（2010年9月5日 - 2011年8月28日）
- 仮面ライダーフォーゼ（2011年9月4日 - 2012年8月26日）
- 仮面ライダーウィザード（2012年9月2日 - 2013年9月29日）
- 仮面ライダー鎧武/ガイム（2013年10月6日 - 2014年9月28日）
- 仮面ライダードライブ（2014年10月5日 - 2015年9月27日）
- 仮面ライダーゴースト（2015年10月4日 - 2016年9月25日）
- 仮面ライダーエグゼイド（2016年10月2日 - 2017年8月27日）
- 仮面ライダービルド（2017年9月3日 - 9月24日）※日曜9:00 - 9:30へ移動

## ネット局
| 放送対象地域   | 放送局             | 放送当時の系列                               | 備考                                        |
| -------------- | ------------------ | -------------------------------------------- | ------------------------------------------- |
| 関東広域圏     | テレビ朝日         | テレビ朝日系列                               | 制作局                                      |
| 北海道         | 北海道テレビ       | テレビ朝日系列                               |                                             |
| 青森県         | 青森放送           | 日本テレビ系列 テレビ朝日系列                | 1991年9月まで                               |
| 青森県         | 青森朝日放送       | テレビ朝日系列                               | 1991年10月開局から                          |
| 岩手県         | IBC岩手放送        | TBS系列                                      | 1996年3月まで                               |
| 岩手県         | 岩手朝日テレビ     | テレビ朝日系列                               | 1996年10月開局から                          |
| 宮城県         | 東日本放送         | テレビ朝日系列                               |                                             |
| 秋田県         | 秋田放送           | 日本テレビ系列                               | 1992年9月まで                               |
| 秋田県         | 秋田朝日放送       | テレビ朝日系列                               | 1992年10月開局から                          |
| 山形県         | 山形放送           | 日本テレビ系列 テレビ朝日系列                | 1993年3月まで                               |
| 山形県         | 山形テレビ         | テレビ朝日系列                               | 1993年4月のFNSからANNへのネットチェンジから |
| 福島県         | 福島放送           | テレビ朝日系列                               |                                             |
| 山梨県         | テレビ山梨         | TBS系列                                      |                                             |
| 新潟県         | 新潟テレビ21       | テレビ朝日系列                               |                                             |
| 長野県         | テレビ信州         | テレビ朝日系列 日本テレビ系列                | 1991年3月まで                               |
| 長野県         | 長野朝日放送       | テレビ朝日系列                               | 1991年4月開局から                           |
| 静岡県         | 静岡朝日テレビ     | テレビ朝日系列                               | 1993年9月までは『静岡けんみんテレビ』       |
| 中京広域圏     | 名古屋テレビ       | テレビ朝日系列                               | 2003年4月より「メ〜テレ」の愛称を使用       |
| 富山県         | チューリップテレビ | TBS系列                                      | 1997年から                                  |
| 石川県         | 石川テレビ         | フジテレビ系列                               | 1991年9月まで                               |
| 石川県         | 北陸朝日放送       | テレビ朝日系列                               | 1991年10月開局から                          |
| 福井県         | 福井放送           | 日本テレビ系列 テレビ朝日系列                |                                             |
| 近畿広域圏     | 朝日放送           | テレビ朝日系列                               | 現・朝日放送テレビ                          |
| 鳥取県・島根県 | 山陰放送           | TBS系列                                      |                                             |
| 広島県         | 広島ホームテレビ   | テレビ朝日系列                               | [ 注 8 ]                                    |
| 山口県         | 山口放送           | 日本テレビ系列 テレビ朝日系列                | 1993年9月まで                               |
| 山口県         | 山口朝日放送       | テレビ朝日系列                               | 1993年10月開局から                          |
| 徳島県         | 四国放送           | 日本テレビ系列                               |                                             |
| 香川県・岡山県 | 瀬戸内海放送       | テレビ朝日系列                               |                                             |
| 愛媛県         | 愛媛放送           | フジテレビ系列                               | 現：テレビ愛媛 1995年3月まで                |
| 愛媛県         | 愛媛朝日テレビ     | テレビ朝日系列                               | 1995年4月開局から                           |
| 高知県         | テレビ高知         | TBS系列                                      |                                             |
| 福岡県         | 九州朝日放送       | テレビ朝日系列                               | [ 注 9 ]                                    |
| 長崎県         | 長崎放送           | TBS系列                                      | 1990年3月まで                               |
| 長崎県         | 長崎文化放送       | テレビ朝日系列                               | 1990年4月開局から                           |
| 熊本県         | テレビくまもと     | フジテレビ系列 テレビ朝日系列                | 1989年9月まで                               |
| 熊本県         | 熊本朝日放送       | テレビ朝日系列                               | 1989年10月開局から                          |
| 大分県         | テレビ大分         | フジテレビ系列 日本テレビ系列 テレビ朝日系列 | 1993年9月まで                               |
| 大分県         | 大分朝日放送       | テレビ朝日系列                               | 1993年10月開局から                          |
| 宮崎県         | テレビ宮崎         | フジテレビ系列 日本テレビ系列 テレビ朝日系列 | 一部作品のみ放送?                           |
| 宮崎県         | 宮崎放送           | TBS系列                                      | [ 注 10 ]                                   |
| 鹿児島県       | 鹿児島放送         | テレビ朝日系列                               |                                             |
| 沖縄県         | 琉球朝日放送       | テレビ朝日系列                               | 1995年10月開局から                          |